# Partito Comunista Operaio dell'Iran
Il Partito Comunista Operaio dell'Iran (in persiano حزب کمونیست کارگری ایرانز‎, 'hezb-e kommunist-e kârgari-ye Irân') è un piccolo partito politico iraniano operaista fondato da Mansoor Hekmat, con l'obiettivo di rovesciare il regime islamico.